# Lieuran-lès-Béziers
Lieuran-lès-Béziers là một xã thuộc tỉnh Hérault trong vùng Occitanie phía nam nước Pháp. Xã này nằm ở khu vực có độ cao trung bình 59 mét trên mực nước biển. Dân số thời điểm năm 1999 là 1080 người.